# Passage du Commandant-Charles-Martel
Le passage du Commandant-Charles-Martel est une voie du 17e arrondissement de Paris, en France.

## Situation et accès
Le passage du Commandant-Charles-Martel est situé dans le 17e arrondissement de Paris. Il débute au 113, rue de Rome et se termine au 26-30, rue Dulong.

## Origine du nom
Il porte le nom de Charles Isidore Martel, né le 16 octobre 1867 à Pierrelaye et décédé le 7 juillet 1924, officier de marine, Croix de Guerre et Officier de la Légion d'Honneur.

## Historique

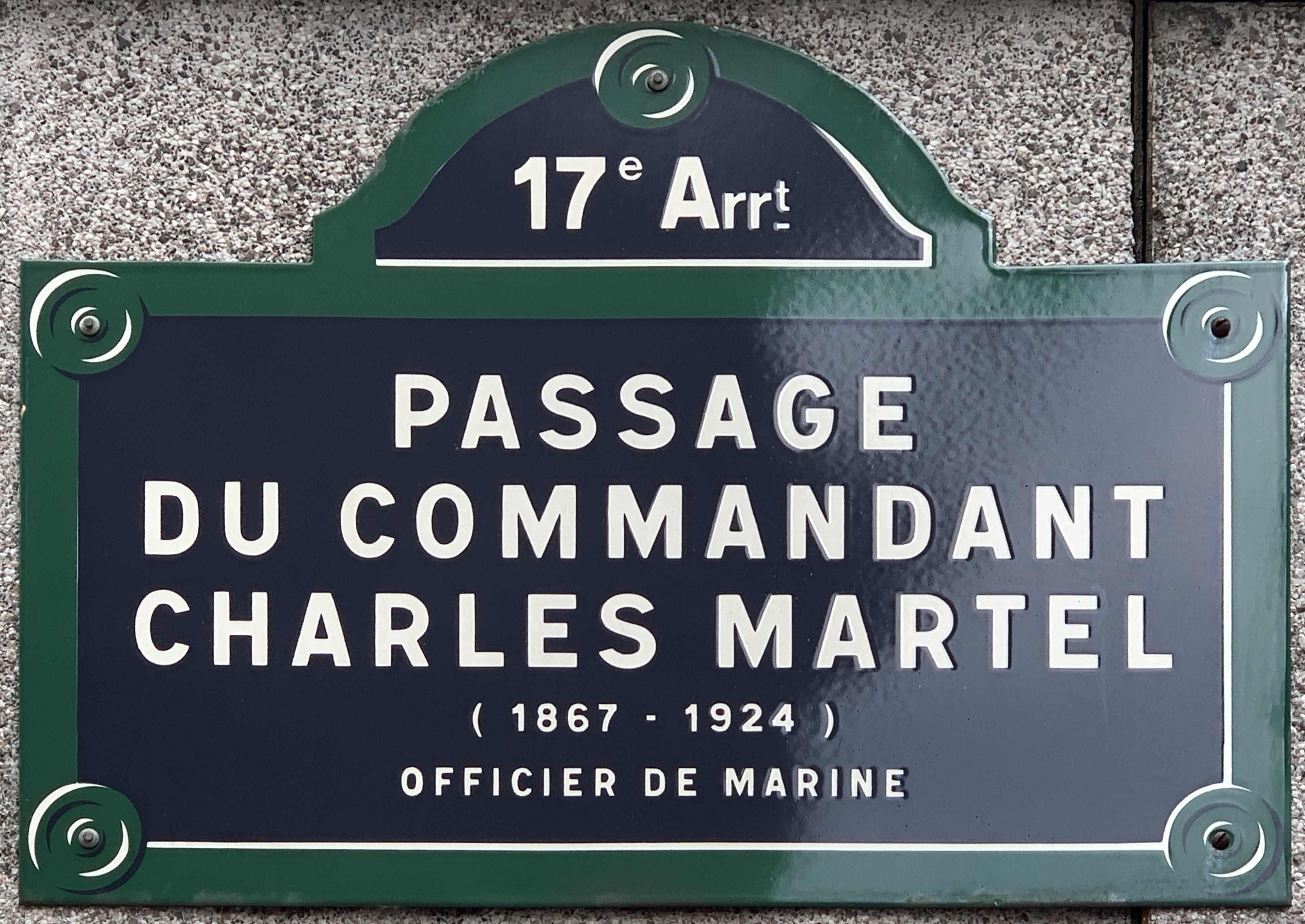
Plaque du passage.

Ouverte au XIXe siècle, cette voie s'est appelée « passage Saint-Charles » avant de prendre sa dénomination actuelle par décret préfectoral du 13 juillet 1951.